# Pistaaa... arriva il gatto delle nevi
Pistaaa... arriva il gatto delle nevi (Snowball Express) è un film della Walt Disney del 1972 diretto da Norman Tokar e tratto dal libro Chateau Bon Vivant (1969) di Frankie e John O'Rear.

## Trama
Johnny Baxter, un impiegato di New York, eredita da uno zio defunto il «Grand Imperial Hotel», situato in Colorado. Johnny decide di abbandonare l'ingrato lavoro e la vita cittadina (non senza il disappunto della moglie Sue, e dei figli Richard e Chris) e parte con la famiglia per la cittadina montana (inesistente nella realtà) di Silver Hill, Colorado, dove si troverebbe il "suo" hotel. Una volta arrivato scopre che l'edificio avuto in eredità è in condizioni disastrose e nel tentativo di riavviare l'attività alberghiera affronterà molte difficoltà.

## Location
Il film è girato quasi interamente a Crested Butte, suggestiva località sciistica del Colorado.

## Edizione italiana
Il doppiaggio originale fu eseguito nel 1973 dalla Cooperativa Doppiatori, sotto la direzione di Giulio Panicali con i testi curati da Roberto De Leonardis. 
Nel 1997, in occasione della prima TV, è stato effettuato un nuovo doppiaggio dalla SEFIT-CDC presso la Art Collage e diretto da Tonino Accolla, autore anche di dialoghi con l'assistenza di Roberta Schiavon: il ridoppiaggio è stata utilizzata soltanto per la trasmissione sul canale Sky Cinema Family.